# Lansermoor
Das Lanser Moor, auch Seerosenweiher genannt, befindet sich nördlich oberhalb des Lanser Sees auf 854 m ü. A. am Paschberg in der Gemeinde Lans in Tirol. Mit einer Fläche von rund 4.000 m² ist der See wesentlich kleiner als der Lanser See und 3 m tief. Der See wurde 1950 zum Naturdenkmal erklärt.
Der See steht unter Naturschutz. 

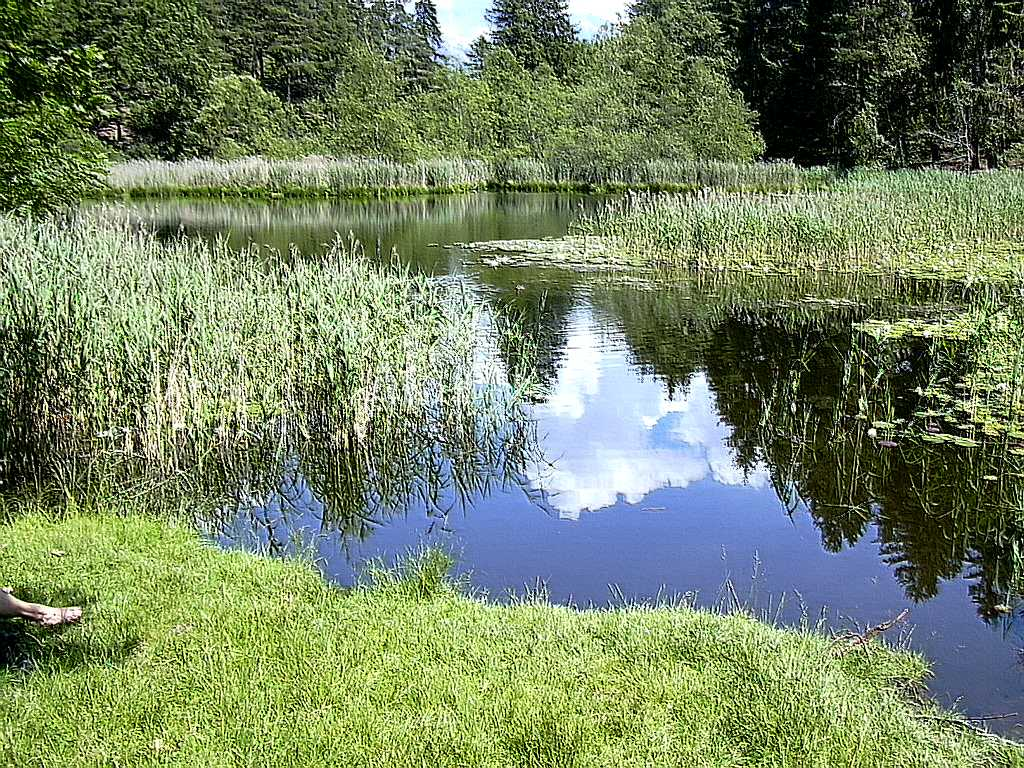
Südseite

Um seine natürliche Schönheit zu bewahren, wurde das Baden im See von der Stadt Innsbruck, die das Nutzungsrecht am Wasser hat, verboten. Das Moorgewässer hat Ufer mit hohem Schilf. Die Wasserqualität schwankt zwischen I und II. Im See leben kleinere Karpfenarten. Zahlreiche Enten nutzen den See als Lebensraum.